# دنیس بریکلی
دنیس بریکلی (انگلیسی: Dennis Brickley; ۹ سپتامبر ۱۹۲۹ – ۱۲ ژوئن ۱۹۸۳) بازیکن فوتبال بود.
از باشگاه‌هایی که در آن بازی کرده‌است می‌توان به باشگاه فوتبال هادرزفیلد تاون اشاره کرد.